# Orkut
Orkut (eigene Schreibweise: orkut) war ein hauptsächlich in Brasilien populäres soziales Netzwerk. Es sollte dem Benutzer ermöglichen, neue Bekanntschaften zu schließen und alte zu pflegen. Durch möglichst präzise Angaben zur eigenen Person sollten sich dabei insbesondere Benutzer mit gleichen Interessen finden können. Orkut bestand von 2004 bis 2014.

## Geschichte
Orkut wurde von Orkut Büyükkökten, einem Mitarbeiter von Google Inc., in den 20 Prozent seiner Arbeitszeit entwickelt, die Google-Angestellten damals zur freien Verfügung standen. Das Projekt wurde am 22. Januar 2004 – somit kurz vor Facebook – in Betrieb genommen und von Google unterhalten.
Nachdem die meisten Nutzer anfänglich noch aus den USA kamen (über 60 % im Februar 2004), verbreitete sich Orkut vor allem in Brasilien schnell. Bereits Ende Juni 2004 hatte der Anteil der Orkut-Nutzer aus Brasilien den Nutzeranteil aus den USA übertroffen. In der Folge stiegen die Nutzerzahlen für Brasilien weiterhin und die Abnahme des prozentualen Anteils der Nutzer aus den USA setzte sich fort. Am 30. Januar 2006 kamen 72,91 % der Nutzer aus Brasilien. In den USA und in Europa blieb Orkut wenig verbreitet.
2008 übergab Google den Betrieb von Orkut an seine brasilianische Tochtergesellschaft mit ihren Büros in São Paulo und Belo Horizonte. Von den zu dieser Zeit 60 Millionen Nutzern von Orkut gaben 53,94 % an, Brasilianer zu sein. An zweiter Stelle folgten die Nutzer aus Indien mit 17,06 %, an dritter Stelle die USA mit 15,13 %. Mit Ausnahme von Pakistan (1,19 %) bewegten sich die Nutzeranteile aus anderen Ländern unterhalb von einem Prozent.
Im Iran wurde der Zugang zu Orkut Anfang 2005 von der iranischen Regierung blockiert.
Nach diesbezüglicher Ankündigung am 30. Juni 2014 wurde Orkut am 30. September 2014 geschlossen. Bisherige Nutzer konnten ihre Daten per Google Takeout exportieren, das Anlegen neuer Profile war bereits ab 30. Juni nicht mehr möglich. Orkut Büyükkökten gründete nach der Abschaltung von Orkut ein neues soziales Netzwerk namens hello als Nachfolgeprojekt. Dieses wird nicht mehr von Google betrieben, sondern von Hello Network, Inc.

## Verbindung mit Google+
Seit dem Start von Google+ war es möglich, den Datenaustausch mit Google+ in den Profileinstellungen zu aktivieren. Dabei landeten Beiträge, die in Orkut gepostet wurden in Google+ und umgekehrt. Des Weiteren ließen sich populäre Beiträge aus Google+ in Orkut anzeigen sowie auf Google+ bereitgestellte Spiele spielen. Zudem wurden die Google+-Profilinformationen auf Orkut angezeigt.

## Kritik
Es gibt Bedenken, dass Anbieter von virtuellen sozialen Netzwerken wie Orkut umfangreiche Daten sammeln und mit den Daten anderer Dienste (wie in diesem Fall Gmail) verknüpfen könnten. Google gibt an, die in Orkut vorhandenen Daten nicht weiterzugeben (davon ausgeschlossen sind richterliche Anordnungen) oder weiterzuverkaufen.